# Jorwert

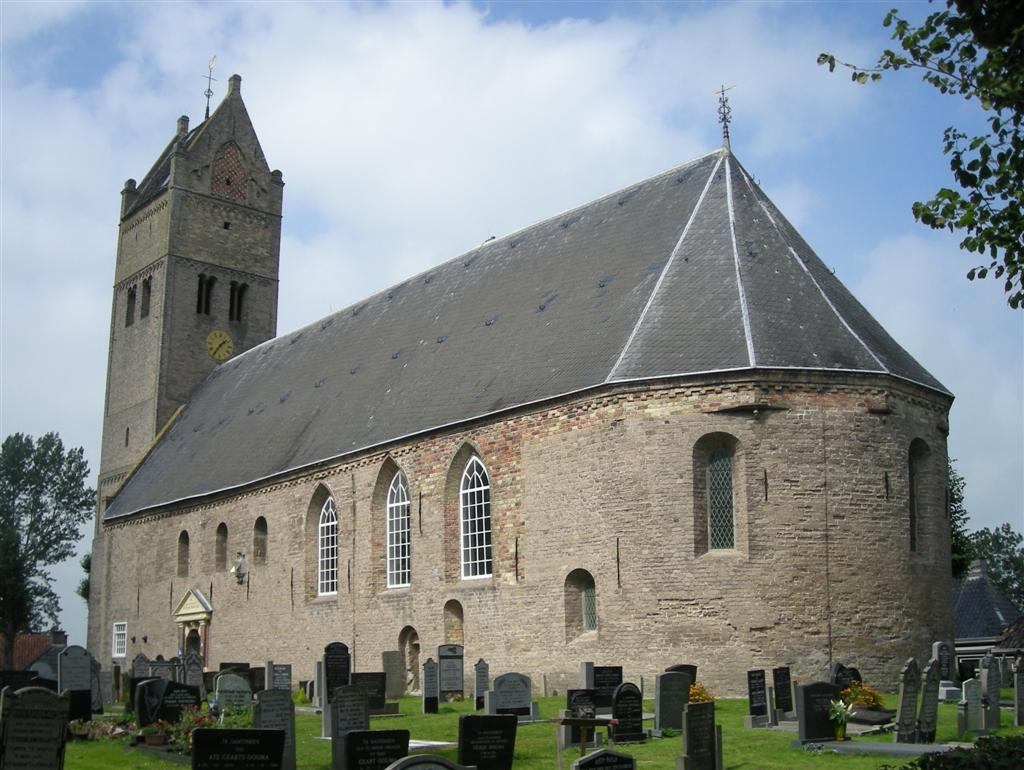
Kirche von Jorwert

Jorwert (westfriesisch; niederländisch Jorwerd) ist ein kleiner Ort mit 305 Einwohnern in der Gemeinde Leeuwarden (1984 bis 2017 Littenseradiel, davor Baarderadeel) in der Provinz Friesland (Niederlande).

## Ortslage
Zur Nationalstraße 359 sind es 3 km nach Norden und zur Nationalstraße 384 nach Westen etwa 4 km. Nach Mantgum im Süden und Weidum im Osten sind es jeweils 2 km. Die Innenstadt von Leeuwarden liegt etwa 9 km nordöstlich von Jorwert.

## Die Dorfkirche
Die ehemals katholische und nach der Reformation protestantische Kirche von Jorwert im Sluytermanwei 4 ist dem ehemaligen Bischof Hl. Radbod geweiht. Die mittelalterliche Kirche stammt aus dem frühen 12. Jahrhundert und ist in romanischem Stil mit rundem geschlossenen Chor und einem Turm vom Ende des 12. Jahrhunderts errichtet. Sie besteht hauptsächlich aus Tuffstein. Die Kanzel stammt aus dem 17. Jahrhundert, die Orgel ist von 1799. Eine der beiden Glocken wurde 1394, die andere 1749 gegossen. An der Südwand befindet sich  eine Sonnenuhr. 1951 brach der Turm ein. Im Jahr 1954 wurde die Kirche umgebaut und der Turm wurde 2006 wieder erneuert.

## Jorwert in der Literatur
Der niederländische Historiker Geert Mak schrieb über dieses Dorf das Buch Wie Gott verschwand aus Jorwerd (niederl. Hoe God verdween uit Jorwerd). Der Titel stammt aus einer Szene, in der die Zusammenlegung von Pfarrbezirken diskutiert wird. Dessen deutscher Untertitel deutet den Tenor des Buches an: Er beschreibt, welche Veränderungen die zweite Hälfte des 20. Jahrhunderts in diesem Dorf mit sich brachte. Aus einer landwirtschaftlichen Kommune wird eine Aneinanderreihung von Häusern, deren Bewohner "mit dem Auto wegfahren, um anderswo zu arbeiten".